# Komorerna i olympiska sommarspelen 2012
Komorerna deltog i de olympiska sommarspelen 2012 som ägde rum i London i Storbritannien mellan den 27 juli och den 12 augusti 2012. Ingen av landets deltagare erövrade någon medalj.

## Friidrott
- Huvudartikel: Friidrott vid olympiska sommarspelen 2012

Förkortningar
- Notera – Placeringar gäller endast den tävlandes eget heat
- Q = Kvalificerade sig till nästa omgång via placering
- q = Kvalificerade sig på tid eller, i fältgrenarna, på placering utan att ha nått kvalgränsen
- NR = Nationellt rekord
- N/A = Omgången inte möjlig i grenen
- Bye = Idrottaren behövde inte delta i omgången

Herrar
Bana och väg
| Idrottare          | Gren       | Heat     | Heat      | Semifinal        | Semifinal        | Final            | Final            |
| Idrottare          | Gren       | Resultat | Placering | Resultat         | Placering        | Resultat         | Placering        |
| ------------------ | ---------- | -------- | --------- | ---------------- | ---------------- | ---------------- | ---------------- |
| Maoulida Daroueche | 400 m häck | 53.49    | 9         | Gick inte vidare | Gick inte vidare | Gick inte vidare | Gick inte vidare |

Herrar
Bana och väg
| Idrottare    | Gren  | Heat     | Heat      | Kvartsfinal | Kvartsfinal | Semifinal        | Semifinal        | Final            | Final            |
| Idrottare    | Gren  | Resultat | Placering | Resultat    | Placering   | Resultat         | Placering        | Resultat         | Placering        |
| ------------ | ----- | -------- | --------- | ----------- | ----------- | ---------------- | ---------------- | ---------------- | ---------------- |
| Ahamada Feta | 100 m | 11.81    | 1 Q       | 11.86       | 7           | Gick inte vidare | Gick inte vidare | Gick inte vidare | Gick inte vidare |